# Веремиевский сельский совет (Семёновский район)
Веремиевский сельский совет (укр. Вереміївська сільська рада) — входит в состав
Семёновского района
Полтавской области
Украины.
Административный центр сельского совета находится в 
с. Веремиевка.

## Населённые пункты совета
- с. Веремиевка
- с. Карпиха